# Linia kolejowa nr 817
Łącznica kolejowa nr 817 – łączy przystanek kolejowy Leszno Grzybowo ze stacją kolejową Leszno. Omija wiadukt nad drogą wojewódzką nr 309, dawniej drogą krajową nr 5. Dawniej wykorzystywana dla ruchu towarowego. Nieczynna dla ruchu.
W 2014 r. rozebrana.